# Grammonota pictilis
Espèce
Synonymes
- Erigone pictilis O. Pickard-Cambridge, 1875

Grammonota pictilis est une espèce d'araignées aranéomorphes de la famille des Linyphiidae.

## Distribution
Cette espèce se rencontre aux États-Unis au Maine, au New Hampshire, au Massachusetts, au Connecticut, dans l'État de New York, en Caroline du Nord, au Tennessee, en Virginie-Occidentale, en Ohio, au Michigan, au Wisconsin, au Minnesota et au Dakota du Sud et au Canada en Saskatchewan, au Manitoba, en Ontario, au Québec, en Nouvelle-Écosse et à Terre-Neuve,.

## Publication originale
- O. Pickard-Cambridge, 1875 : On some new species of Erigone from North America. Proceedings of the Zoological Society of London, vol. 1875, p. 393-405 (texte intégral).